# Sponde
Sponde (XXXVI, S/2001 J5) är en av Jupiters månar. Den upptäcktes den 9 december 2001 av en grupp astronomer vid University of Hawaii. Sponde är cirka 2 kilometer i diameter och roterar kring Jupiter på ett avstånd av cirka 23 487 000 kilometer.